# Mia Sandergård
Mia Kristina Sandergård, född 25 oktober 1889, död 11 juni 1965, var en svensk folkskollärare, målare och tecknare.
Sandergård var dotter till ingenjören Alexander Johansson och Anna Maria Westholm. Hon studerade i unga år vid Althins målarskola och Wilhelmsons målarskola i Stockholm innan hon utbildade sig till folkskollärare. Under sommarledigheterna från skolan fortsatte hon sina konststudier vid olika museer och perioden 1918–1933 gjorde hon studieresor till ett flertal europeiska storstäder, bland annat till Wien där hon studerade för Albert Sallak. En höftskada 1948 tvingade henne att lämna sin lärartjänst och hon var därefter uteslutande verksam som konstnär. Separat ställde hon bland annat ut i Stockholm, Östersund, Umeå och Tranås. Hennes konst består av barn och folklivsskildringar samt blomsterstilleben utförda i olja, gouache, akvarell eller teckningar. Som illustratör medverkade hon i tidskriften Vår skola 1949–1955 och hon illustrerade några barnböcker. Sandergård är representerad vid Stockholms stads skolförvaltning. Hon signerade stundtals sina arbeten med Mias.